# Липова вулиця (Київ, Дарницький район)
Ли́пова ву́лиця — вулиця в Дарницькому районі міста Києва, селище Бортничі. Пролягає від безіменного проїзду до кінця забудови.

## Історія
Виникла у 2010-х роках.